# Bandeira do Rio Grande do Sul
A bandeira do estado do Rio Grande do Sul é um dos símbolos oficiais do estado brasileiro do Rio Grande do Sul.

## História
Fontes literárias indicam que é originária da época da Guerra dos Farrapos, em 1835, mas sem o brasão de armas até então. Sua autoria é controversa; alguns apontam Bernardo Pires, enquanto outros apontam José Mariano de Mattos. A vertente que defende Tito Livio Zambeccari como criador ganhou força após a localização de um quadro que retrata o pintor e tem, ao fundo, um Lanceiro Negro com a bandeira revolucionária. Zambeccari teria criado a bandeira em Buenos Aires, entre 1833 e 1835, com uma ordem diferente de cores: quando foi proclamada a República Rio-Grandense, em 1836, o vermelho foi deslocado para o meio.
Algumas das características da bandeira do Rio Grande do Sul são de evidente inspiração maçônica, como as duas colunas que ladeiam o losango invertido são idênticas às encontradas em todos os Templos maçônicos. O lema da bandeira é Liberdade, Igualdade e Humanidade.
Ela foi adotada oficialmente, como símbolo do estado, logo nos primeiros anos da república. Mas especificamente, através do título VI da constituição estadual promulgada em 14 de julho de 1891. 

Título VI
Artigo único. São insígnias oficiais do Estado as do pavilhão tricolor da malograda Republica Rio Grandense.

No entanto, nenhuma lei posterior foi promulgada regulamentando o uso ou descrição da bandeira.
Todavia, Getúlio Vargas, durante o Estado Novo, suspendeu o uso dos símbolos estaduais e municipais, incluindo bandeiras e brasões. A bandeira só foi restabelecida oficialmente no estado em 5 de janeiro de 1966, através da lei nº 5.213.

## Desenho e dimensões
A bandeira rio grandense apresenta a proporção 7:10 (largura:comprimento), as mesmas utilizadas na bandeira nacional. Seu desenho é especificado através do artigo 6 da lei citada, cujo texto é o seguinte:
Art. 6º. O desenho do modelo padrão da Bandeira obedecerá ao módulo e às disposições constantes do Anexo nº 1.
I - Para cálculo das dimensões tomar-se-á por base a largura desejada, dividindo-se esta em cento e quarenta partes iguais para estabelecer a medida ou módulo;
II - O comprimento será de duzentos módulos;
III - A elipse referida no inciso II do artigo 4º terá setenta módulos de alto, no sentido da largura da Bandeira e sessenta módulos de largo, no sentido do comprimento da Bandeira;
IV - O lado menor do triângulo retângulo verde, ao alto e à esquerda, medirá exatamente setenta módulos, o mesmo acontecendo com o lado menor do triângulo amarelo, embaixo e à direita;
V - Igualmente medirão setenta módulos os lados menores do quadrilátero ascendente vermelho, entre os dois triângulos retângulos citados.

## Cores
As cores utilizadas na bandeira não possuem suas tonalidades especificadas em lei. No entanto, o manual de identidade visual do governo do estado especifica as seguintes cores para confecção da logomarca do governo (que é uma versão modificada da bandeira):
| Cor | Nome     | CMYK       | RGB       | Hexadecimal | Pantone   |
| --- | -------- | ---------- | --------- | ----------- | --------- |
|     | Verde    | 90/0/100/0 | 0/171/78  | 00AB4E      | P 145-8 C |
|     | Vermelho | 0/95/90/0  | 238/49/47 | EE302F      | 185 C     |
|     | Amarelo  | 0/20/100/0 | 255/203/5 | FFCB04      | 116 C     |

## Significados
Não há um consenso sobre o significado das cores da bandeira riograndense. Uma versão, possivelmente mais próxima da real, dá conta que a faixa verde representa a mata dos pampas, a vermelha simboliza o ideal revolucionário e a coragem do povo, e o amarelo representa as riquezas nacionais do território gaúcho. Todavia, algumas fontes alegam que as cores simbolizariam o auriverde do Brasil separado pelo vermelho da guerra. Já outras mencionam que o vermelho representaria o ideal republicano.
Sabe-se que o lema escrito na bandeira do estado, tanto quanto os símbolos, estão diretamente ligados ao Positivismo, haja vista que a elite gaúcha militar e política à época era, em sua maioria, ligada as orientações da Religião da Humanidade, através do Positivismo de Auguste Comte. Sendo seu grande discípulo o Dr. Júlio de Castilhos, Governador do Estado e autor da sua constituição, a quem coube a colocação do termo Humanidade.

## Província do Rio Grande do Sul
Durante o período do Império do Brasil, a bandeira da então província do Rio Grande do Sul era dividida em quatro partes diagonais, alternadas nas cores azul e branco.

## Bandeiras relacionadas

Antiga bandeira farroupilha.
Bandeira não-oficial da Província de São Pedro do Rio Grande do Sul.
Bandeira do Governador do Rio Grande do Sul.